# Sloy
Sloy est un groupe de noise rock français, originaire de Béziers, dans l'Hérault. Il est formé en 1991 et dissous en 2000. Influencé par des groupes tels que Devo, Public Image Limited, Talking Heads, ou encore Joy Division, il jouait un rock énergique et singulier.

## Biographie
Le trio se forme à Béziers, dans l'Hérault, en 1991, les membres du groupe ont alors entre 16 et 18 ans. Leurs premières répétitions ont lieu en plein air ou dans un ancien hangar à bateau, avec les maigres moyens du bord. En fin d'année et après quelques concerts,  ils décident de quitter la région, s'y sentant mal à l'aise, et finissent par gagner Rennes en camion, où ils sont repérés par le label RoseBud, qui publie le maxi Fuse.
Sloy connaît vite une ascension fulgurante : après une apparition remarquée aux Transmusicales de 1994, John Peel invite le groupe pour une Peel Session sur BBC Radio 1 en mars 1995 ; la même année le célèbre Steve Albini produit leur premier album Plug, et les invite en première partie de son groupe Shellac. PJ Harvey, qui assiste au concert, est conquise à son tour et leur offre une première partie à Londres. Roadrunner, qui avait dans un premier temps limité la distribution de Plug à la France, la Belgique et la Hollande, décide de l'étendre à l'Angleterre en novembre. La réception outre-manche de cet album par le New Musical Express et le Melody Maker est positive. Sloy entame sa première tournée en Europe, aux côtés des Skippies, de Kepone ou Welcome To Julian et participe à plusieurs festivals, suivis de nouveaux concerts dans plusieurs pays d'Europe.
L'année suivante le groupe ralentit le rythme des concerts pour se consacrer à l'écriture d'un nouvel album, Planet of Tubes, enregistré en juin 1996 (au Black Box Studio, près d'Angers) et masterisé (aux Studios Abbey Road) par Steve Albini, et publié par PIAS en France et en Allemagne. Le groupe passe honorablement le cap difficile du deuxième album et connaît une plus grande médiatisation ; il joue notamment en 1998 pour l'émission télévisée Nulle part ailleurs. Le groupe réfléchit alors sérieusement à s'exiler à Londres : « On veut aller en Angleterre et être payés 500 balles. On veut ça. », mais le projet n'est finalement pas mené à terme.
En 1998 toujours, le groupe est retenu par Noir Désir pour faire partie de l'album de remix One Trip/One Noise avec sa reprise de Les Écorchés. Au printemps de la même année, Sloy enregistre son troisième album Electrelite, incorporant certains éléments de disco et avec une sonorité rappelant les années 1980, qui ne rencontre pas le succès escompté. Il est suivi d'une dernière tournée importante, en Belgique et en France, avec plusieurs concerts en première partie de Placebo. Le groupe se sépare en 2000.

## Post-séparation
Après la séparation, les différents membres travaillent à d'autres projets : Armand avec Miossec, Cyril avec Théo Hakola et Java.
En 2006, Armand Gonzalez et Virginie Peitavi forment avec Rémi Saboul (guitariste ayant participé à différents groupes comme Drive Blind, Rinôçérôse, Smoky Joe Combo, Psycho Lemon) le groupe Sabo, d'orientation plus folk et instrumentale.
Un album nommé 8 saisons à l'ombre sortira sur Ruminance.
Cyril forme Zone libre avec Serge Teyssot-Gay et Marc Sens. En 2007, Armand et Virginie donnent naissance à leur nouveau projet electronica, appelé 69. Un album est sorti en 2010.
En 2009, Armand forme le trio power-rock Corleone. Leur premier album voit le jour en 2011. Le groupe est composé d'Éric Serra-Tosio à la batterie, Stéphan Bertholio à la guitare, tous deux membres du groupe Dionysos. Armand y tient le chant et la guitare.

## Style musical et influences
Bien que n'ayant rencontré qu'un succès commercial relativement modeste, Sloy est souvent cité comme l'un des groupes phares de la scène rock indépendante française des années 1990. Des artistes français comme Lescop, Stuck in the sound le citent comme référence. Il est notamment cité comme une référence par Miossec, qui a d'ailleurs travaillé avec Armand après la séparation du groupe.
Le premier album Plug, enregistré en cinq jours par Steve Albini, est généralement considéré comme le chef-d'œuvre du groupe. Leur « rock âpre et tordu  », inspiré des Talking Heads, Pere Ubu ou Public Image Ltd., se situe dans une frange noise rock/punk hardcore et est rapproché de celui de groupes emblématiques comme The Jesus Lizard.

## Projets parallèles
Le groupe édite Electric, son propre fanzine. De son côté, à la fin 1996, Sloy monte son propre label Tubes, pour la sortie de Planet of Tubes.

## Membres
- Armand Gonzalez - chant, guitare
- Cyril Bilbeaud - batterie
- Virginie Peitavi - guitare, basse

## Discographie

### EP et singles
- 1994 : Fuse (maxi 4 titres) (Rosebud)
- 1995 : Pop (maxi 4 titres) (Prod.du Fer/Roadrunner)
- 1997 : Electric Session 1 (maxi 4 titres) (Tubes Records)